# 박충균
박충균(朴忠均, 1973년 6월 20일 ~ )은 대한민국의 은퇴한 축구 선수이자 현 지도자이다. 현역 시절 포지션은 수비수였다.

## 클럽 경력
박충균은 1996시즌을 앞두고 수원 삼성 블루윙즈에 입단하면서 커리어를 시작했다. 데뷔 시즌에 10경기에 출전했다.
1999년 상무 축구단에 입대했다. 제대 이후인 2001시즌에는 전반기 수원에서 2경기에 출전했다.
2001시즌 여름 이적시장에서 성남 일화 천마로 이적했다. 2001년 9월 26일에 열린 대전 시티즌과의 경기에서 프로 데뷔골을 기록했다. 성남에서 2001시즌 9경기에 나서 1골 1도움을 기록했다.
2004시즌을 앞두고 부산 아이콘스로 이적했다.
2006시즌을 앞두고 대전 시티즌으로 이적했다. 박충균은 대전에서 2006시즌 22경기에서 출전했다.
2007시즌을 앞두고 부산 아이파크로 복귀했다.

## 국가대표팀 경력
1996년 하계 올림픽에 참여하는 대한민국 U-23 축구 국가대표팀 최종명단에 포함되었다.
1995년 1월 31일에 열린 콜롬비아 축구 국가대표팀과의 칼스버그컵 4강전에서 국가대표팀 데뷔전을 치렀다.
1995년 다이너스티컵에 출전했다. 박충균은 이 대회에서 3경기에 출전했다.

## 지도자 경력
2009년 풍생중학교의 코치로 부임하면서 지도자 경력을 시작했다.
2010년 여름, 괌 U-17 축구 국가대표팀의 감독으로 부임했다.
2011년 울산 현대의 코치로 부임했다.
2012년 새로 대한민국 축구 국가대표팀의 감독을 맡은 최강희에 의해 대한민국 국가대표팀 코치로 부임했다.
최강희 감독이 전북 감독으로 자리를 옮긴 이후, 전북 현대의 코치진으로 합류했다.
2018년 10월, 중국 슈퍼리그의 톈진 취안젠의 감독으로 부임했다. 톈진이 시즌을 5경기 남은 상황이었으며 당시 5연패를 포함해 7경기에서 무승을 거두며 강등권에 빠져 있었다. 박충균은 톈진에 부임한 이후 5경기에서 2골 3도움을 올리며 팀을 잔류시켰다. 2018시즌이 종료된 이후 톈진의 감독에서 자진사임하면서 팀을 떠났다.
2019년 5월, 톈진 텐하이의 감독으로 부임하면서 다시 톈진으로 돌아왔다. 하지만 성적부진으로 인해 2019년 10월 톈진의 감독에서 경질되었다.
2021년 4월, 베트남 V리그1의 하노이 FC의 감독으로 선임되었다.
2022년 11월 10일, K리그2의 서울 이랜드 FC의 감독으로 선임되었다. 그러나 성적 부진으로 2023 시즌 후 김도균에게 감독직을 넘겼다.

## 수상

### 팀

#### 선수
- 수원 삼성 블루윙즈
  - K리그1 우승: 1998

#### 코치
- 전북 현대 모터스
  - K리그1 우승: 2014, 2015, 2017
  - AFC 챔피언스리그 우승: 2016